# Autre étude de femme
Autre étude de femme est une nouvelle composite d’Honoré de Balzac, formée de cinq récits distincts qui sont autant de fables, nouvelles dans la nouvelle. Elle fait partie des Scènes de la vie privée de La Comédie humaine.
Très proche d’un roman à épisodes sans chronologie, l’ensemble propose certains récits écrits en 1831 et qui figuraient dans les Contes bruns (1832), tels La Grande Bretèche et Le Message. D’autres récits y ont été ajoutés entre 1838 et 1842, date de la publication au tome II des Scènes de la vie privée. Le premier récit de De Marsay parut en 1841 dans L'Artiste, sous le titre Une scène de boudoir.

## Présentation
Balzac réunit ici tous ses personnages favoris : le baron de Nucingen, Eugène de Rastignac, Joseph Bridau, Émile Blondet, Daniel d'Arthez, lord et lady Dudley et leur fille lady Barimore, Félicité des Touches (George Sand), qui reçoit tout ce monde dans l’intimité autour d’une bonne table, et où l’on trouve encore Delphine de Nucingen, la marquise d'Espard, la princesse de Cadignan alias Diane de Maufrigneuse, le général de Montriveau, la comtesse de Sérisy. Ceci est un souper où chacun peut s’exprimer librement, chaque convive proposant, sur le modèle du Décaméron ou de l'Heptaméron, un récit. La nouvelle est donc composée en tout de quatre nouvelles ayant chacune un conteur et d’un avant-propos qui tient lieu de premier récit. On apprend beaucoup sur la technique de Balzac, sur la construction des personnages de La Comédie humaine dont la personnalité est précisée sous forme de « l’éclairage rétrospectif » tel que Marcel Proust l’a ensuite analysé,.

## Résumé

### Avant-propos et mise en situation
L’avant-propos décrit les usages du grand monde. Félicité des Touches a d’abord organisé, comme il se doit, un raout, où le beau monde vient pour se montrer, bavarder et paraître. Ensuite, vers onze heures, l’usage chez les beaux esprits veut que l’on soupe entre soi et que l’on parle sans gêne.

### Premier récit
Le récit d’Henri de Marsay explique pourquoi il a le cœur froid d’un homme politique. Déçu dans son premier amour de tout jeune homme, trompé par une femme qui lui a honteusement menti, il s’est astreint à « conquérir sur les mouvements irréfléchis qui nous font faire tant de sottises, ce beau sang-froid que vous connaissez ». Et il s'est juré de faire payer cher sa déception à toutes les autres femmes. Delphine de Nucingen, qui entend le récit avec anxiété, s’exclame : « Combien je plains la seconde ! » Elle veut parler de la seconde femme, c’est-à-dire elle-même, la première victime du comte de Marsay.

### Deuxième récit
Émile Blondet fait à son tour tout un exposé sur ce qu’est « la femme comme il faut » et « la femme comme il n'en faut pas », à partir d’une anecdote personnelle. Interrogé par Félicité des Touches qui demande dans quelle catégorie il range la femme-auteur, Blondet répond avec un humour flatteur pour son hôtesse (qui publie sous le nom de Camille Maupin) : « Quand elle n’a pas de génie, c’est une femme comme il n’en faut pas. [...] Cette opinion n’est pas de moi, mais de Napoléon. » Le poète Melchior de Canalis fait alors un portrait spirituel de Napoléon.

### Troisième récit
L’horrible récit du général de Montriveau décrit la retraite de Russie en 1812, les souffrances et la cruauté des soldats qui passent la Bérézina. Le récit rappelle la nouvelle de Balzac Adieu, dans l’horreur. Mais la cruauté des grognards et les souffrances d’une femme en font un récit à faire frissonner.

### Quatrième récit
Le plus beau récit est sans conteste celui d’Horace Bianchon : La Grande Bretèche.

## Thème
Le fil conducteur des récits demeure la droiture morale et les excès auxquels elle peut mener quand elle est appliquée avec trop de rigueur : orgueil, sécheresse de cœur, cruauté masquée par le bon droit ou la discipline.